# Шлемник байкальский
Шлемник байкальский (лат. Scutellaria baicalensis) — растение семейства яснотковых.

## Ареал
Естественный ареал вида — район Байкала, Монголия, Корея, Север Китая, Приамурье, Приморский край. Растет на сухих каменистых и глинистых горных склонах, реже в степи, залежи, ивняки по берегам рек.

## Описание
Шлемник байкальский — многолетнее травянистое растение с мелкими листьями и фиолетовыми колокольчатыми двугубыми цветками.
Цветет в июне-июле. Плодоносит в августе.

## Применение
Шлемник байкальский не является фармакопейным растением, но широко применяется в народной медицине и гомеопатии.
В китайской медицине это одно из 50 важнейших растений.
Замедляет рост опухолевых клеток, оказывает благотворное влияние на ЦНС, снимет приступы эпилепсии.
Химический состав :
- флавоноиды байкалин и байкалеин, а также вогонин[англ.] и скутеллареин;
- кумарины;
- сапонины;
- стероиды – кампестрин, β-ситостерин и стигмастерин;
- дубильные вещества ;
- крахмал;
- смолы;
- макро- и микроэлементы (калий, кальций, магний, цинк, магний, йод, селен).[источник не указан 2876 дней]

## Интересные факты
В подробном обзоре по фитохимии и фармакологии  шлемника байкальского (Scutellaria baicalensis) показано что в нем имеются вещества, которые могут помочь в борьбе против рака и других болезней печени, в частности вогонин и байкалин. Так, сообщено, что содержащиеся в корнях растения флавоны оказывают не только противовирусное и антиоксидантное действия, но также способны убивать злокачественные раковые клетки. В народной медицине у шлемника байкальского есть два, главных, направления лекарственного применения — нормализация работы сердца и борьба с гипертонией. 
Есть публикации о том что получаемый из шлемника байкальского байкалеин обладает гепатопротекторным   радиопротекторным и геропротекторными свойствами.